# Saison 2 de Chapeau melon et bottes de cuir (1976)
Pour la deuxième saison de la première série télévisée, voir Saison 2 de Chapeau melon et bottes de cuir.
Chronologie
Saison 1
Cet article présente les épisodes de la seconde saison de la seconde série télévisée britannique Chapeau melon et bottes de cuir (période The New Avengers), diffusée du 9 septembre 1977 au 17 décembre 1977 sur ITV.
En France, cette saison a été diffusée du 16 juin 1979  au 8 septembre 1979 sur TF1. Rediffusions régulières jusqu'au 30 mars 2008 sur TF1.

## Fiche technique
- Musique : Laurie Johnson
- Superviseur de production : Ron Fry
- Producteurs : Albert Fennell et Brian Clemens, pour I.D.T.V. - T.V. Productions / The Avengers (Film & TV) Enterprises Ltd. / TF1
- Durée de chaque épisode : 52 minutes
- Format : Couleur

## Distribution principale
- Patrick Macnee : John Steed
- Gareth Hunt : Mike Gambit
- Joanna Lumley : Purdey

## Épisodes

### Épisode 1:Méfiez-vous des morts!
Fiche technique
- Titre original :  Dead Men are dangerous
- Réalisateur : Sidney Hayers
- Scénario : Brian Clemens
- Photographie : Ernie Steward
- Décors : Keith Wilson
- Costumes : Jillie Murphy et Maggie Lewin
- Montage : Bob Dearberg
- Date de première diffusion[5] :  Royaume-Uni : 9 septembre 1977

Reste de la distribution
- Clive Revill :  Mark
- Richard Murdoch :  Perry
- Gabrielle Drake :  Penny
- Terry Taplin :  Hara
- Michael Turner :  Le docteur Culver
- Trevor Adams :  Sandy
- Roger Avon :  Le directeur
- Gabor Vernon :  Le docteur russe

Synopsis
Mark, un agent ami et collègue de Steed, est abattu en tentant de passer à l'Est. Dix ans plus tard, l'homme a survécu avec une balle restée dans son dos qui lui laisse peu de temps à vivre. Avant cela, il cherche à se venger de Steed qu'il tient pour responsable et ainsi, enlève Purdey...
Commentaire
Steed est ici confronté à son passé. L'équivalent de cet épisode pour Purdey sera Obsession de la même saison.
D'après Brian Clemens, c'est le meilleur scénario qu'il ait jamais écrit pour la série, toutes saisons confondues (avec L'Héritage Diabolique de la saison 4 ou en VO The House That Jack Built).

### Épisode 2:Les Anges de la mort
Fiche technique
- Titre original :  Angels of Death
- Réalisateur : Ernest Day
- Scénario : Brian Clemens et Terence Feely
- Photographie : Ernie Steward et Jack Atcheler
- Décors : Keith Wilson
- Costumes : Maggie Lewing
- Costumes de Joanna Lumley : Jillie Murphy et Betty Jackson
- Montage : Allan Killick
- Date de première diffusion :  Royaume-Uni : 16 septembre 1977

Reste de la distribution
- Dinsdale Landen :  Goldstream
- Terence Alexander :  Manderson
- Caroline Munro :  Tammy
- Michael Latimer :  Reresby
- Richard Gale :  Pelbright
- Lindsay Duncan :  Jane
- Pamela Stephenson :  Wendy
- Annette Lyoton :  Pam
- Moira Foot :  Cindy
- Christopher Driscoll :  Martin
- Melissa Stribling :  Sally Manderson
- Anthony Bailey :  Simon Carter
- Hedger Wallace :  Le colonel Tomson
- Jennie Grossens :  Mme Pelbright

Synopsis
De nombreux agents décèdent, apparemment de cause naturelle, après être passés par un centre de remise en forme pour gens stressés. Steed feint une "crise de surmenage" et s'inscrit à ce centre...   

### Épisode 3:Steed et la voyante
Fiche technique
- Titre original :  Medium Rare
- Réalisateur : Ray Austin
- Scénario : Dennis Spooner
- Photographie : Ernie Steward
- Décors : Keith Wilson
- Costumes : Maggie Lewin
- Costumes de Joanna Lumley : Jillie Murphy et Betty Jackson
- Montage : Allan Killick
- Date de première diffusion :  Royaume-Uni : 23 septembre 1977

Reste de la distribution
- Jon Finch :  Wallace
- Mervyn Johns :  Le vieil homme
- Jeremy Wilkin :  Richards
- Sue Holderness :  Victoria Stanton
- Neil Hallett :  Roberts
- Maurice O'Connell :  McBain
- Diana Churchill :  l'ancienne noble
- Celia Foxe :  Le mannequin
- Steve Ubels :  Le jeune homme à la séance
- Allen Weston :  Mason

Synopsis
Un agent est assassiné pour avoir mis au jour un trafic d'argent. Les responsables tentent de faire porter les soupçons sur Steed qui, dans le cadre de son enquête, rencontre une voyante qui va l'aider à résoudre son enquête...

### Épisode 4:Le Lion et la licorne
Fiche technique
- Titre original :  The Lion and the Unicorn
- Pays de tournage :  France[6] (+ quelques scènes filmées au Royaume-Uni)
- Réalisateur : Ray Austin
- Scénario : John Goldsmith
- Photographie : Gilbert Sarthre
- Décors : Daniel Budin
- Costumes : Jillie Murphy et Jacky Budin
- Montage : Bob Dearberg
- Directeur de production associé : Philippe Lefebvre
- Date de première diffusion :  Royaume-Uni : 30 septembre 1977

Reste de la distribution
- Jean Claudio :  La licorne
- Maurice Marsac :  Leparge
- Raymond Bussières :  Henri
- Jacques Maury :  Ritter
- Raoul Delfosse :  Marco
- Gerald Sim :  Le ministre
- Henri Czarniak :  Grima
- Jean-Pierre Bernard :  Le premier garde du corps
- Ludwig Gaum :  Le deuxième garde du corps

Synopsis
Après une traque de plusieurs années, un agent ennemi dit "La licorne" est arrêté à Paris par le trio d'agents. Mais l'homme est abattu accidentellement par un complice. Afin de démanteler le réseau, ce décès n'est pas divulgué...
N.B: En fait le septième épisode de la saison. Premier sur trois à se dérouler en France. Le "lion" du titre désigne en fait nos Avengers (symbole de la série).

### Épisode 5:Obsession
Fiche technique
- Titre original :  Obsession
- Réalisateur : Ernest Day
- Scénario : Brian Clemens
- Photographie : Ernie Steward
- Décors : Keith Wilson
- Costumes : Maggie Lewin
- Costumes de Joanna Lumley : Jillie Murphy et Betty Jackson
- Montage : Bob Dearberg
- Date de première diffusion :  Royaume-Uni : 7 octobre 1977

Reste de la distribution
- Martin Shaw :  Larry
- Mark Kingston :  Le général Canvey
- Terence Longdon :  Le commandant East
- Lewis Collins :  Kliner
- Anthony Heaton :  Morgan
- Tommy Boyle :  Wolach
- Roy Purcell :  Le contrôleur

Synopsis
Larry, l'ex-fiancé de Purdey, cherche à assassiner un homme d'État étranger, en visite officielle au Royaume-Uni, car il le juge responsable du meurtre de son père...
N.B: Purdey face à son passé. Le pendant pour Steed de cet épisode était Méfiez-vous des morts (Dead Men are Dangereous) de la même saison.

### Épisode 6:Le Piège
Fiche technique
- Titre original :  Trap
- Réalisateur : Ray Austin
- Scénario : Brian Clemens
- Photographie : Ernie Steward
- Décors : Keith Wilson
- Costumes : Maggie Lewin
- Costumes de Joanna Lumley : Jillie Murphy et Jennifer Hocking
- Montage : Allan Killick
- Date de première diffusion :  Royaume-Uni : 14 octobre 1977

Reste de la distribution
- Terry Wood :  Soo Choy
- Ferdy Mayne :  Arcarti
- Robert Rietty :  Dom Carlos
- Kristopher Kum :  Tansing
- Yasuko Nagazumi :  Yasko
- Stuart Damon :  Marty Brine
- Barry Lowe :  Murford
- Annegret Easterman :  Miranda
- Bruce Boa :  Mahon
- Larry Lamb :  Williams
- Maj-Britt :  L'amie

Synopsis
En collaboration avec la CIA, le trio d'agents met fin à un trafic de drogue dirigé par le chinois Soo Choy qui décide alors de se venger...

### Épisode 7:Otage
Fiche technique
- Titre original :  Hostage
- Réalisateur : Sidney Hayers
- Scénario : Brian Clemens
- Photographie : Ernie Steward
- Décors : Keith Wilson
- Costumes : Jillie Murphy et Maggie Lewin
- Montage : Bob Dearberg
- Date de première diffusion :  Royaume-Uni : 21 octobre 1977

Reste de la distribution
- William Franklyn :  McKay
- Simon Oates :  Spelman
- Michael Culver :  Walters
- Anna Palk :  Suzy
- Barry Stanton :  Packer
- Richard Ireson :  Vernon
- George Lane-Cooper :  Marvin

Synopsis
Purdey est enlevée afin de désorganiser les services secrets britanniques et plus spécialement, d'affecter Steed, leur "symbole". Celui-ci réagit de telle manière que Gambit est chargé de l'arrêter...
N.B: Seule fois dans l'histoire de la série où Steed agit (réellement!) en traître. Bien sûr, il a plusieurs fois feint d'en être un pour percer une organisation comme dans Le Cocon (The Nutshell, saison 3) ou Homicide et vieilles dentelles (Homicide and Old Lace, saison 6). Mais ici, il est prêt à divulguer des documents de la plus haute importance pour sauver Purdey.     

### Épisode 8:Le Long Sommeil,1repartie: L'ours se réveille
Fiche technique
- Titre original :  K is for Kill - Part One : The Tiger awakes
- Pays de tournage : France (+ quelques scènes filmées au Royaume-Uni)
- Réalisateur : Yvon Marie Coulais
- Scénario : Brian Clemens
- Photographie : Gilbert Sarthre
- Décors : Daniel Budin
- Costumes : Jillie Murphy, Betty Jackson et Jacky Budin
- Montage : Allan Killick
- Directeur de production associé : Philippe Lefebvre
- Date de première diffusion :  Royaume-Uni : 28 octobre 1977

Reste de la distribution
- Pierre Vernier :  Le colonel Martin
- Maurice Marsac :  Le général Gaspard
- Charles Millot :  Stanislas
- Paul-Émile Deiber :  Toy
- Christine Delaroche :  Jeanine Leparge
- Sacha Pitoëff :  Kerov
- Eric Desmaretz :  Yvan
- Sylvain Clement :  Vassili
- Krishna Clough :  Un soldat
- Kenneth Watson :  Le major de l'Armée du Salut
- Tony Then :  Monk
- Eric Allan :  Penrose
- Diana Rigg :  Emma Peel  (images d'archives — Saison 5, première série, 1967 —  insérées au montage)

Synopsis
Un commando de l'armée soviétique est "réveillé" après une hibernation de 30 ans. Leurs cibles en France (alors des bâtiments militaires stratégiques) sont restées les mêmes, bien que les lieux visés aient changé depuis d'affectation (!). Mais les membres de ce commando meurent les unes après les autres, victimes d'un brutal vieillissement accéléré. Le trio d'agents intervient, aidé par le colonel Martin, des faits similaires étant survenus précédemment au Royaume-Uni...
N.B: Deuxième épisode sur trois tourné en France. Cas exceptionnel, cet épisode est en deux parties. Un tel fait se retrouve uniquement dans la saison 1 avec les deux premiers épisodes: Neige brûlante (Hot Snow) et Brought to book. Le deuxième a complètement disparu et il ne subsiste du premier que les vingt premières minutes.

### Épisode 9:Le Long Sommeil,2epartie: La Danse de l'ours
Fiche technique
- Titre original :  K is for Kill - Part Two : Tiger by the Tail
- Pays de tournage : France
- Réalisateur : Yvon Marie Coulais
- Scénario : Brian Clemens
- Photographie : Gilbert Sarthre
- Décors : Daniel Budin
- Costumes : Jillie Murphy, Betty Jackson et Jacky Budin
- Montage : Allan Killick
- Directeur de production associé : Philippe Lefebvre
- Date de première diffusion :  Royaume-Uni : 28 octobre 1977

Reste de la distribution
- Pierre Vernier :  Le colonel Martin
- Maurice Marsac :  Le général Gaspard
- Charles Millot :  Stanislas
- Paul-Émile Deiber :  Toy
- Christine Delaroche :  Jeanine Leparge
- Maxence Mailfort :  Turkov
- Sacha Pitoëff :  Kerov
- Albert Simono :  Le ministre
- Jacques Monnet :  Le garçon de café
- Franck-Olivier Bonnet :  Minski
- Guy Mairesse :  Un garde
- Cyrille Besnard :  Le secrétaire

Synopsis
Deux soldats survivants du commando (voir synopsis de l'épisode précédent) sont sur le point d'exécuter leur mission qui s'avère, elle, très contemporaine. Heureusement, le trio d'agents veille...
N.B: Troisième et dernier épisode tourné en France. Voir Episode 8.

### Épisode 10:Complexe X41
Fiche technique
- Titre original :  Complex
- Pays de tournage :  Canada
- Réalisateur : Richard Gilbert
- Scénario : Dennis Spooner
- Photographie : Henry Fiks
- Décors : Seamus Flannery
- Costumes : Jillie Murphy et Linda Kemp
- Montage : Eric Wrate
- Producteur délégué : Ray Austin
- Compagnie de production associée : Neilsen-Ferns Inc. Toronto
- Date de première diffusion :  Royaume-Uni : 11 novembre 1977

Reste de la distribution
- Cec Linder :  Baker
- Harvey Atkin :  Talbot
- Vlasta Vrana :  Karavitch
- Rudy Lipp :  Koschev
- Jan Rubes :  Patlenko
- Michael Ball :  Le commissaire
- David Nichols :  Greenwood
- Suzette Couture :  Miss Cummings
- Gerald Crack :  Berisford Holt

Synopsis
Chargés d'identifier et d'arrêter un agent ennemi, le trio d'agents mène la traque jusqu'à Toronto (Canada), où leur agent de liaison local est assassiné. Bientôt, Purdey se retrouve piégée dans un bâtiment de haute sécurité...
N.B: Premier épisode sur quatre tourné au Canada. Le scenario de la scène finale rappelle fortement l'intrigue de L'Héritage Diabolique (The House that Jack built, saison 4), Purdey se retrouvant prisonnière de l'immeuble comme Mrs Peel dans l'autre épisode.

### Épisode 11:Bastion pirate
Fiche technique
- Titre original :  Forward Base
- Pays de tournage : Canada
- Réalisateur : Don Thomson
- Scénario : Dennis Spooner
- Photographie : Henry Fiks
- Décors : Keith Pepper
- Costumes : Jillie Murphy et Judy Gellman
- Montage : Stephen Lawrence
- Producteur délégué : Ray Austin
- Compagnie de production associée : Neilsen-Ferns Inc. Toronto
- Date de première diffusion :  Royaume-Uni : 18 novembre 1977

Reste de la distribution
- Jack Creley :  Hosking
- August Schellenberg :  Bailey
- Marilyn Lightstone :  Ranova
- Nick Nichols :  Malachev
- David Calderisi :  Halfhide
- Maurice Good :  Milroy
- John Bethune :  Le docteur
- Anthony Parr :  Glover
- Les Rubie :  Harper
- Toivo Pyyko :  Clive
- Ara Hovanessiaan :  Czibor

Synopsis
Un agent ennemi meurt, confiant au trio d'agents d'énigmatiques dernières paroles. Il est porteur d'un modèle réduit de télécommande de missiles, très vite repris par un complice... 
N.B: Troisième épisode sur quatre tourné au Canada.

### Épisode 12:Les Gladiateurs
Fiche technique
- Titre original :  The Gladiators
- Pays de tournage : Canada
- Réalisateur : Claude Fournier
- Scénario : Brian Clemens
- Photographie : Henry Fiks
- Décors : Seamus Flannery
- Costumes : Judy Gellman
- Costumes de Joanna Lumley : Jillie Murphy et Betty Jackson
- Montage : Bob Dearberg
- Producteur délégué : Ray Austin
- Compagnie de production associée : Neilsen-Ferns Inc. Toronto
- Date de première diffusion :  Royaume-Uni : 25 novembre 1977

Reste de la distribution
- Louis Zorich :  Karl
- Neil Vipond :  Chuck Peters
- Bill Starr :  O'Hara
- Peter Boretski :  Tarnokoff
- Yanci Bukovec :  Barnoff
- Jean Muzynski :  Cresta
- Michael Donaghlle :  Hartley
- George Chuvalo :  Le garde
- Dwayne McLean :  Rogers
- Patrick Sinclair :  Ivan
- Doug Lennox :  Nada

Synopsis
Un agent ennemi est localisé à Toronto et le trio d'agents prête main-forte à leurs collègues canadiens pour le capturer...
N.B: Deuxième épisode sur quatre tourné au Canada. La scène d'introduction est un remake de celle du Dernier des Sept (The Superlative Seven, saison 5) dont un des thèmes (des agents humains surpuissants) est exploité ici.

### Épisode 13:Emily
Fiche technique
- Titre original :  Emily
- Pays de tournage : Canada
- Réalisateur : Don Thomson
- Scénario : Dennis Spooner
- Photographie : Dennis Miller
- Décors : Seamus Flannery
- Costumes : Jillie Murphy et Judy Gellman
- Montage : Eric Wrate
- Producteur délégué : Ray Austin
- Compagnie de production associée : Neilsen-Ferns Inc. Toronto
- Date de première diffusion :  Royaume-Uni : 17 décembre 1977

Reste de la distribution
- Jane Mallett :  Miss Daly
- Les Carlson :  Douglas
- Richard Davidson :  Phillips
- Brian Petchey :  Reddington
- Peter Aykroyd :  Mirschtia
- Peter Torokvei :  Kalekov
- Jack Duffy :  L'opérateur-radio
- Eric Namara :  Le fermier

Synopsis
Le trio d'agents doit identifier au Canada un agent double, ayant laissé pour seul indice une empreinte de main sur un véhicule ancien, et qui va tout tenter pour détruire cette trace...
N.B: Quatrième et dernier épisode tourné au Canada. C'est l'ultime épisode de la série. Helas, hormis la scène finale (heureusement!), il est plutôt raté artistiquement (rythme traînant, direction d'acteurs douteuse, mise en scène fade...)
La série nous fait un adieu définitif sur une belle image: Steed épinglant une rose à son veston. C'est un clin d'œil aux génériques des trois saisons cultes: la rose se trouvant sur la tenue des deux agents (saison 4) ou accrochée au veston de Steed par Emma Peel (saison 5) ou par lui-même (saison 6). Le clin d'œil est donc plus sur le générique de la saison 6.